# خ
| الفبای فارسی |    |   |    |   |   |
| الف          | ب  | پ | ت  | ث | ج |
| چ            | ‌ ح | خ | د  | ذ | ر |
| ز            | ‌ ژ | س | ‌ ش | ص | ض |
| ط            | ظ  | ع | غ  | ف | ق |
| ک            | گ  | ل | م  | ن | و |
| ه            | ی  |   |    |   |   |
| حروف دیگر    |    |   |    |   |   |
| ء            | آ  | اً | هٔ  | ة |   |

| شكل حرف | شكل حرف | شكل حرف | شكل حرف | شكل حرف |
| جدا     | آغازی   | میانی   | پایانی  |         |
| خ       | خ‍       | ‍خ‍        | ‍خ        |         |
| ------- | ------- | ------- | ------- | ------- |

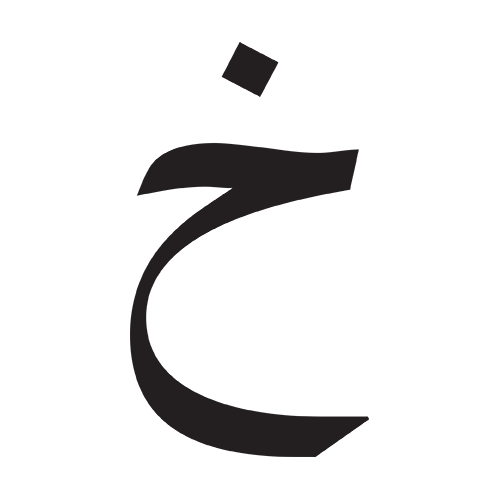
حرف خ

خ حرف نهم در الفبای فارسی و حرف ششم در الفبای عربی است که برای نمایش همخوان سایشی نرمکامی بی‌واک بکار می‌رود. برای نمایش این همخوان در انگلیسی باستان از دونگاره gh استفاده می‌شد، مانند واژه doughter (دختر) و ... برای نوشتن کلمات دارای این حرف در زبان فارسی یا عربی با الفبای لاتین از (KH) استفاده می‌کنند. مانند:khoozestan برای خوزستان، که نام یکی از استان‌های ایران است. همچنین این کلمه در الفبای لاتین ک تلفظ می‌شود.
- شکل خ در الفبای ایرانیک: x[۱]

## زبان‌شناسی
واج «خ» از دیدگاه آواشناسی، همخوانی است سایشی، ملازی و بی‌واک. اندام‌های تولیدکنندهٔ آن انتهایی‌ترین بخش عقب زبان و بخش پایانی نرم‌کام هستند. برای تولید این واج، عقب زبان که روبه‌روی زبان کوچک قرار دارد بالا می‌رود و بدین ترتیب، گذرگاه تنگی برای گذر هوا پدید می‌آیدو جریان هوا با فشار از این گذرگاه می‌گذرد و سایش ایجاد می‌کند.
واج «خ» فارسی بازماندهٔ آواهای q و gh زبان‌های هندواروپایی و g آریایی باستان است.در کتاب فرهنگ واژه‌های اوستا این حرف یعنی خ جزو واژه‌های اوستای است. [۴]